# Gouinia mexicana
Gouinia mexicana är en gräsart som först beskrevs av Frank Lamson Scribner, och fick sitt nu gällande namn av George Vasey. Gouinia mexicana ingår i släktet Gouinia och familjen gräs. Inga underarter finns listade i Catalogue of Life.